# Stock 1
Stock 1 ist  ein offener Sternhaufen im Sternbild Fuchs, der mit einem Fernglas beobachtet werden kann. Der Sternhaufen besteht aus etwa 40 Einzelsternen ab der 7. Größenklasse und ist etwa 1000 Lichtjahre entfernt.
Der Sternhaufen ist Bestandteil des Stock-Katalogs (zusammengestellt von Jürgen Stock). Er wurde nicht in die Kataloge Messier, NGC und IC aufgenommen.